# Vuelta al Táchira 1976
La 11ª edición de la Vuelta al Táchira se disputó desde el 10 hasta el 20 de enero de 1976.
Perteneció al calendario de la Federación Venezolana de Ciclismo. El recorrido contó con 10 etapas y 1185 km, transitando por los estados Barinas, Mérida y Táchira.
El ganador fue el venezolano Fernando Fontes del equipo Club Martell, quien fue escoltado en el podio por Nicolás Reidtler y Efraín Pulido.
Ese año la característica peculiar es que la cantidad de ciclistas participantes era mayor la foránea a la local, así lo planteaba Rafael Matallana, corresponsal del diario El Tiempo de Bogotá. 
Las clasificaciones secundarias fueron; Yuri Mijailov ganó la clasificación por puntos, Efraín Pulido la montaña, el sprints para Arkadi Dicoussar, y la clasificación por equipos la ganó Club Martell.

## Equipos participantes
Participaron varios equipos conformados por entre 6 y 8 corredores, con equipos de Venezuela, Polonia, Unión Soviética, México, Italia y Colombia.
| - Club Martell - Lotería del Táchira - Selección de Táchira - Selección de Barinas - Selección de Trujillo - Selección de Mérida | - Selección de Unión Soviética - Selección de Polonia - Selección de Italia - Selección de México - Libreta de Plata del Banco de Bogotá Colombia |

## Etapas
| Etapa | Fecha       | Recorrido                     | Km  | Ganador         | Lider            |
| 1ª    | 10 de enero | Circuito en San Cristóbal     | 96  | Yuri Michajlov  | Yuri Michajlov   |
| 2ª    | 11 de enero | San Cristóbal - Santa Bárbara | 135 | Nicolai Sitnik  | Arturo Matamoros |
| 3ª    | 12 de enero | Santa Bárbara - Barinas       | 140 | Yuri Michajlov  | Yuri Michajlov   |
| 4ª    | 13 de enero | Barinitas - Mérida            | 140 | Fernando Fontes | Fernando Fontes  |
| 5ª    | 14 de enero | Circuito en Mérida            | 70  | Ramón Noriega   | Fernando Fontes  |
| 6ª    | 16 de enero | Mérida - El Vigía             | 89  | Yuri Michajlov  | Fernando Fontes  |
| 7ª A  | 17 de enero | CRI El Vigía - El Vigía       | 146 | Fernando Fontes | Fernando Fontes  |
| 7ª B  | 17 de enero | El Vigía - Tovar              | 54  | Ramón Noriega   | Fernando Fontes  |
| 8ª    | 18 de enero | Tovar - La Grita              | 237 | Fernando Fontes | Fernando Fontes  |
| 9ª    | 19 de enero | La Grita - Rubio              | 135 | Rodolfo Arce    | Fernando Fontes  |
| 10.ª  | 20 de enero | Rubio - San Cristóbal         | 123 | Ramón Noriega   | Fernando Fontes  |

## Clasificaciones

### Clasificación general
| Posición | Ciclista         | Equipo                       | Tiempo     |
|          | Fernando Fontes  | Club Martell                 | 33:18:05   |
| 2º       | Nicolás Reidtler | Lotería del Táchira          | + 00:02:32 |
| 3º       | Efraín Pulido    | Selección de Colombia        | + 00:02:46 |
| 4º       | Yuri Mijailov    | Selección de Unión Soviética | + 00:06:04 |
| 5º       | Hugo González    | Selección de Colombia        | + 00:08:18 |
| 6º       | Rodolfo Vitela   | Selección de México          | + 00:10:42 |
| 7º       | Jan Tribala      | Selección de Polonia         | + 00:12:00 |
| 8º       | Ramón Noriega    | Lotería del Táchira          | + 00:17:09 |
| 9º       | Rodolfo Arce     | Selección de Mérida          | + 00:17:30 |
| 10º      | Víctor Rubiano   | Club Martell                 | + 00:20:22 |

### Clasificación por puntos
| Posición | Ciclista         | Equipo                       | Puntos |
|          | Yuri Mijailov    | Selección de Unión Soviética | 59     |
| 2°       | Nicolás Reidtler | Lotería del Táchira          | 58     |
| 3°       | Fernando Fontes  | Club Martell                 | 56     |

### Clasificación de la montaña
| Posición | Ciclista      | Equipo                | Puntos |
|          | Efraín Pulido | Selección de Colombia | 42     |
| 2°       | Ramón Noriega | Lotería del Táchira   | 30     |
| 3°       | Arsenio Nava  | Selección de Trujillo | 12     |

### Clasificación de los sprints
| Posición | Ciclista         | Equipo                       | Puntos |
|          | Arkadi Dicoussar | Selección de Unión Soviética | 31     |
| 2°       | Tadeusz Wojtas   | Selección de Polonia         | 13     |
| 3°       | Nicolai Sitnik   | Selección de Unión Soviética | 10     |

### Clasificación sub-23
| Posición | Ciclista     | Equipo       | Tiempo |
|          | Bandera de ? | Bandera de ? |        |
| 2°       | Bandera de ? | Bandera de ? |        |
| 3°       | Bandera de ? | Bandera de ? |        |

### Clasificación por equipos
| Posición | Equipo                       | Tiempo       |
|          | Club Martell                 | Bandera de ? |
| 2°       | Selección de Unión Soviética | Bandera de ? |
| 3°       | Selección de Colombia        | Bandera de ? |